# 한스바이오메드
한스바이오메드(Hans Biomed Corp.)는 대한민국의 인체조직이식재 기업이다. 본사는 서울시 송파구 정의로8길 7, 한스빌딩에 위치해 있으며 대표이사는 김근영이다. 실리콘소재, 의료기기, 뼈 이식재, 피부이식재 등을 생산하여 중국 등 해외에 수출한다.

## 상장
2009년 10월 9일에 공모가 5,500원에 상장하였다. 

## 참고문헌
1. ↑  최홍기, 한스바이오메드, 中사업 역량 강화 한창, 딜사이트, 2023.10.26
2. ↑  구교윤, 판관비 '발목'…한스바이오메드 '적자전환', 데일리메디, 2023.11.29
3. ↑  한스바이오메드, 美진출 확대·벨라젤 재생산까지···두터운 캐시카우. 시사저널, 2023.05.23
4. ↑  한스바이오메드, ExFuse Bone Graft 중국 수입 일시 중단, 팜뉴스, 2023.06.02